# Chlorocypha maxima
Chlorocypha maxima (лат.) — вид стрекоз из семейства Chlorocyphidae.
Экваториальная Африка: Габон. Около ручьёв в дождевых лесах на уровне от 400 до 750 м.

## Описание
Среднего размера металлически блестящие стрекозы разнообразной окраски (голова желтовато-чёрная, грудь зеленовато-чёрная, брюшко красновато-жёлто-чёрное, ноги тёмные, лабрум чёрный). Длина тела около 2 см, крыла — около 3 см. Длина заднего крыла 25,5 — 28,0 мм. Вид был впервые описан в 2015 году энтомологами Клаасом Дийкстра (Klaas-Douwe B. Dijkstra; Naturalis Biodiversity Center, Лейден, Нидерланды), Йенсом Киппингом (Jens Kipping; BioCart Environmental Consulting, Taucha/Лейпциг, Германия) и Николасом Мезьером (Nicolas Mézière; Куру, Французская Гвиана).